# معماری قاجاری

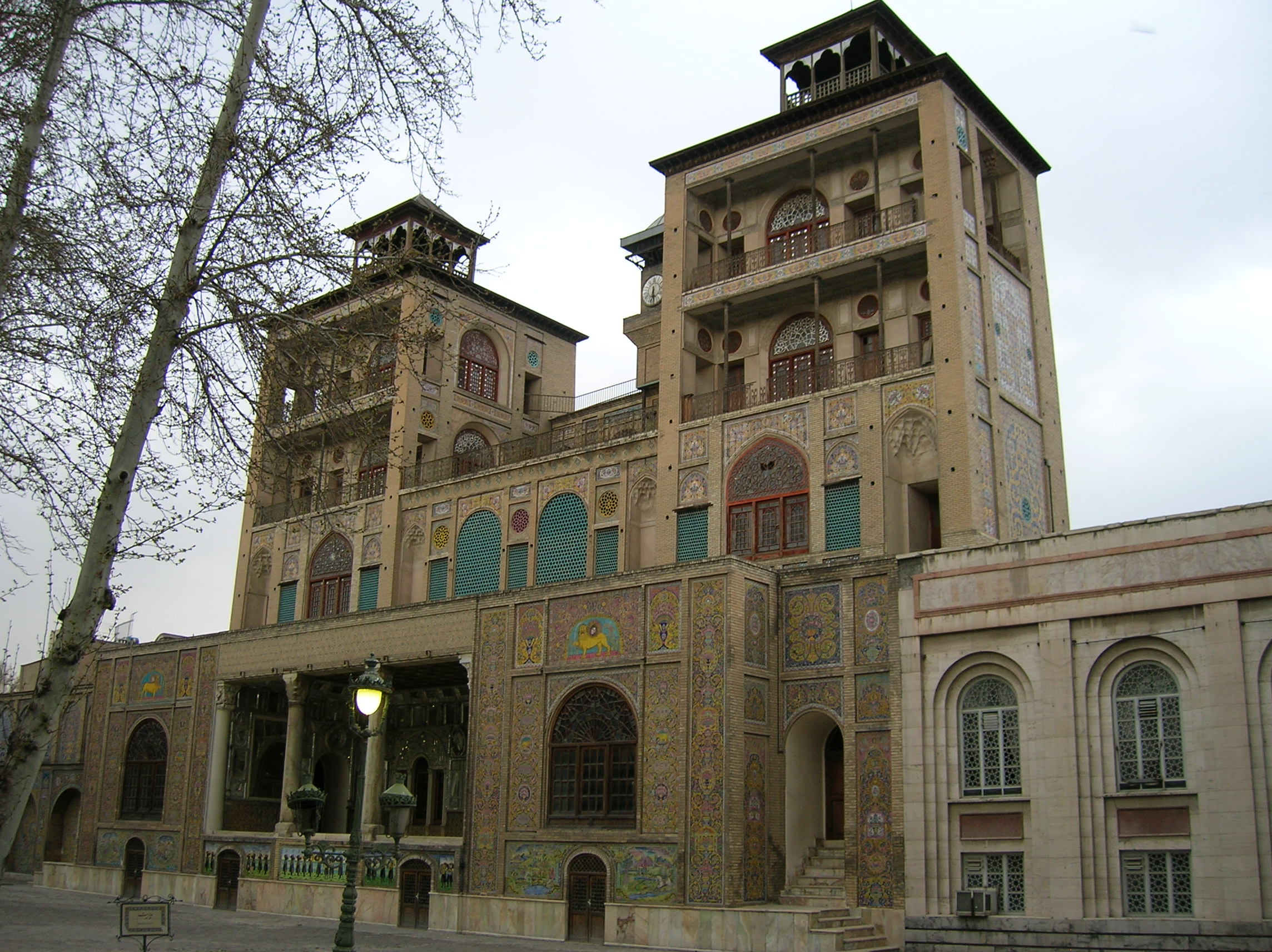
نمایی از عمارت شمس‌العماره (بنای خورشید) تهران از نخستین نمادهای شهر تهران

معماری قاجار سبک معماری قرن ۱۳ و ۱۴ است. برخی از تاریخ نگاران این دوره را دوره تقلید از سبک معماری غربی می‌دانند. برخی دیگر اما معتقدند نگاه خودانتقادی ناشی از شکست در جنگ‌های ایران و روسیه باعث شد در جامعه ایرانی دوران قاجار گرایش‌هایی تحول خواهانه شکل بگیرد که معماری متفاوت قاجار نیز محصول همین رویکرد آرمانگرایانه است.
بناهای معماری زیادی در دوره قاجار بنا نهاده شد که از آن جمله می‌توانیم به کاخ گلستان، مدرسه آقابزرگ، مسجد و مدرسهٔ سپهسالار، تکیه دولت، دارالفنون، بازار تهران، نگارستان، قصر فیروزه، قصر دوشان تپه و مسجد سلطانی اشاره کرد. از دیگر آثار این دوره می‌توان به خانه طباطبایی و خانه بروجردی ساخته علی مریم کاشانی اشاره کرد.
اواسط حکومت قاجار بناها هنوز منطبق براصول سنتی ساخته می‌شود ولی عناصر و تزیینات اروپایی وارد معماری خانه‌ها شده و با تأثیر قرار دادن تزیینات نماها، رفته رفته به معماری فضاهای داخلی خانه‌ها تعمیم می‌یابد. سرسرای ورودی با پلکان‌هایی که از وسط این سرسرا آغاز می‌شود، و از پاگرد به دو شاخه در جهت مقابل یکدیگر به بالا ادامه می‌یابد، تأثیر معماری کشور روسیه و از اواسط سلطنت ناصرالدین شاه به بعد رواج یافت. معماری خارجی با طرح‌های تزیینی ایرانی از قبیل کاشی کاری، آیینه کاری، گچبری و ازاره بندی، توأم شد و گوشه‌ای از معماری عصر قاجاریه رانشان می‌دهد. (بانی مسعود، ۱۳۸۸، ص ۱۱۷)

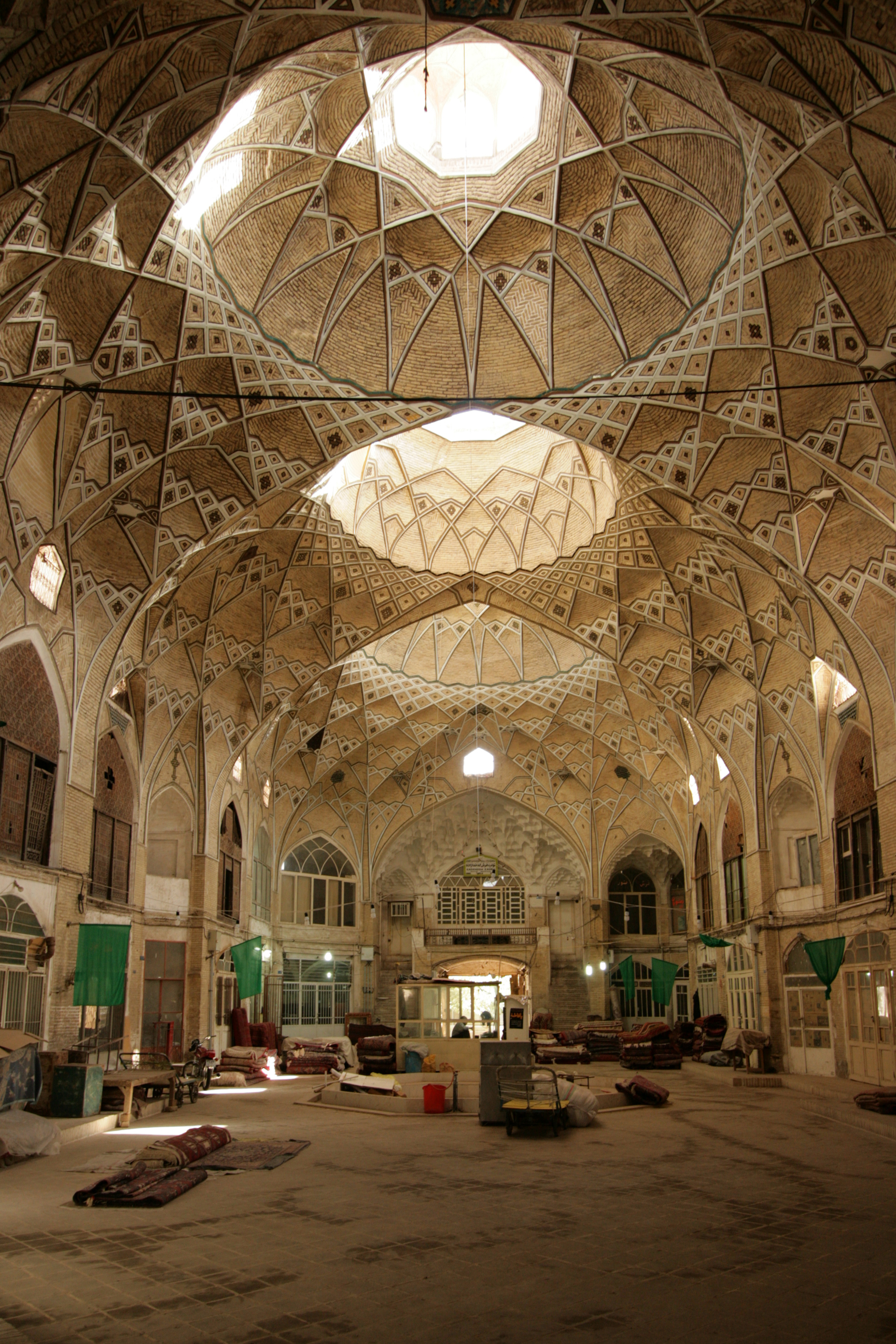
تیمچه بزرگ قم از معماری‌های دوره قاجار

در این دوره هنوز سازماندهی فضاها مطابق با الگوی معماری ایرانی است و طرح پلان ایرانی و درون‌گرا، ولی عناصری از جمله ایوان ستون دار، سرستون‌های به سبک معماری اروپا، فرم در و پنجره، کتیبه‌ها و فرم سر درها، آیینه کاری در تالار طنبی، وجود نقاشی‌های دیواری در اتاق‌ها و موتیف‌های مورد استفاده در تزیینات بنا تغییر می‌یابد و به فرم و اشکال اروپایی نزدیک می‌شود. هنوز در این دوره نظم پلان با نما منطبق است و یکی از بارزترین مشخصه‌های این دوره، قرارگیری راه پله در محور اصلی ساختمان است. (بانی مسعود، ۱۳۸۸، ص ۷۱۰)
در معماری سنتی ایران پله به عنوان یک عنصر مهم و نمایان به خصوص در فضای ورودی استفاده نمی‌شد و معمولاً پله‌ها را (پله‌های ارتباطی بین طبقات مختلف یک ساختمان) با ارتفاع زیاد و در نقاطی از ساختمان قرار می‌دادند که از جلوه و زیبایی چندانی برخوردار نبود. کاربرد پله به عنوان یک عنصر نمایان در معماری خانه‌های این دوره به تقلید از معماری اروپا رایج شد. ایوان ستون دار یکی دیگر از مشخصه بارز این دوره است. در این دوره با ورود این ایوان‌ها در معماری خانه‌ها، تغییراتی عمده در نمای بناها به وجود آمد و سر ستون‌های اروپایی با تزیینات برگ کنگره‌ای و قوس نیم دایره رومی در این ساختمان‌ها دیده می‌شود و نحوه قرارگیری ایوان با کل مجموعه هماهنگی لازم را دارد. این دوره را به حق می‌توان دوره التقاط گرای معماری مسکونی تبریز نامید. (بانی مسعود ،۱۳۸۸، ص ۱۷۱).

## ویژگیهای معماری خانه‌های قاجار
قرارگیری خانه‌ها بر اساس رون وجه شمال غربی–جنوب شرقی
بهره‌گیری از خانه‌های حیاط مرکزی و درونگرا
رعایت اصل سلسله مراتب و اهمیت فضاها
تزئینات کاربندی پوشش هشتی ورودی
فضای تالار به عنوان مهم‌ترین فضا در جبهه شمالی مطرح بوده است.
حوض و باغچه در امتداد محور طولی حیاط ساخته شده است.
بهره‌گیری از ارسی.
قرارگیری ایوان درجلوی تالار که بار تیر حمال آن توسط ستون‌هایی تحمل می‌شود.

## ویژگی‌های کلان معماری
- استفاده از پنجره‌های عمودی مشبک رنگی به نام ارسی
- استفاده از رنگ قرمز یا ارغوانی در کاشی‌های خشتی هفت رنگ
- استفاده از نقش گل لندنی در کاشیکاری
- استفاده از کنگره‌های کنار بام کاخ‌ها
- استفاده از نقش و متیف‌های تخت جمشید
- عناصر تزئینی و نما کاری تحت تأثیر عناصر غربی
- ایجاد ایوان‌های عظیم ومرتفع در ورودی‌ها
- مرکزیت بنا با ستون و سرستون‌ها
- بناها به شکل مرتفع که حاکی از عظمت و قدرت
- مصالح سنگ و سیمان و آهن

## تزئینات دوره قاجار
- کاشی کاری هفت رنگ و لعاب‌های رنگارنگ
- نمای داخلی گچ‌بری و کاشیکاری
- استفاده از آرایه‌های چوبی در تزئینات
- شیشه‌های رنگی
- نقاشی‌های لندن کاری
- استفاده از آجر تزئینی قالبی و تراش مخصوص دوره قاجار
- استفاده از تزئینات آئینه کاری
- استفاده از کاشی منقوش و نقش دار (منقوش اساطیری کهن و درباری)
- استفاده از قواره آجر تراش در تزئینات مکان‌های مذهبی
- رسمی بندی وکاربندی

## بناهای مسکونی دوره قاجار

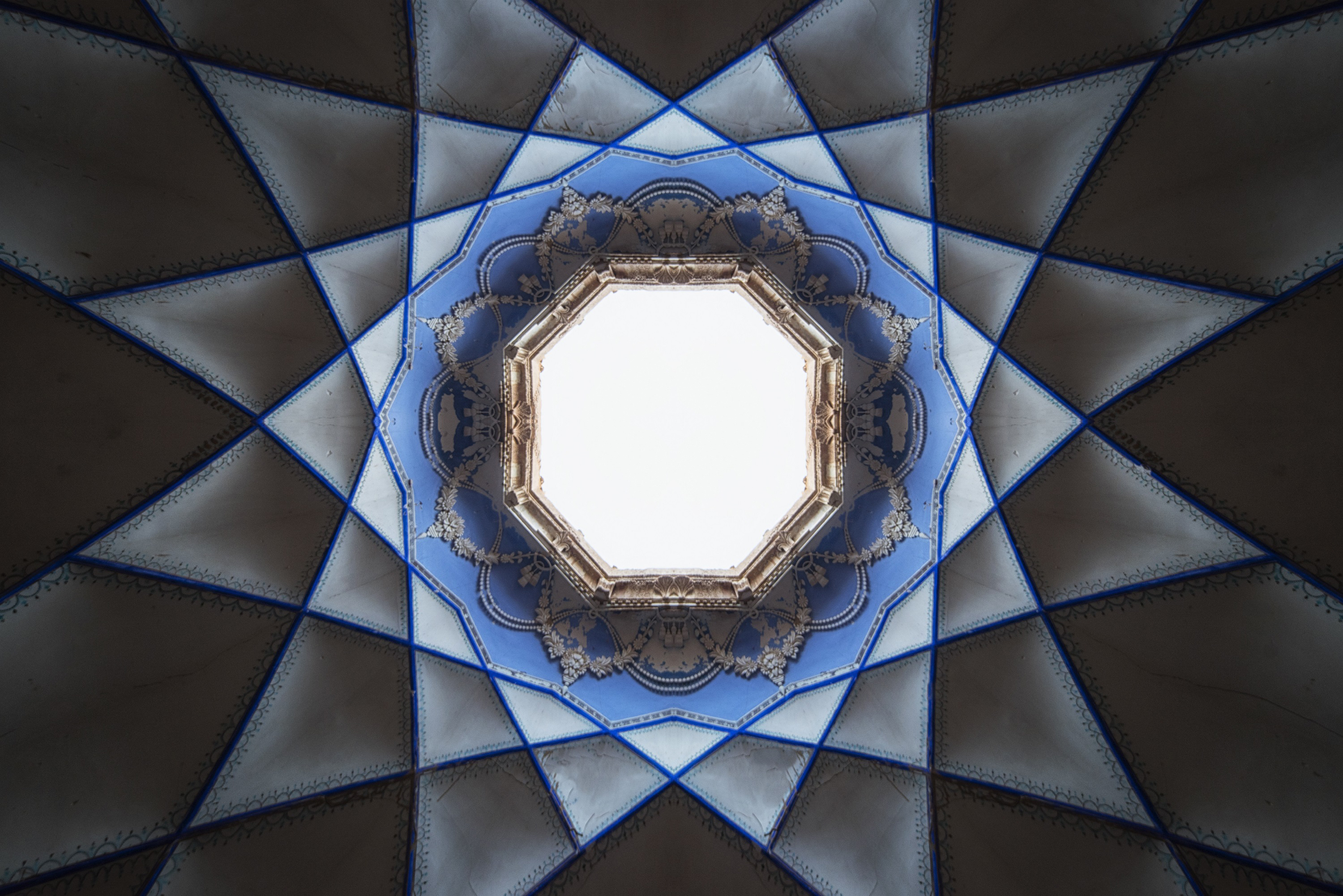
نگاره‌ای از گچ‌بری هندسی سقف مجموعه سرهنگ‌آباد. مجموعهٔ سرهنگ‌آباد از بناهای مربوط به دوره قاجار است و در زواره واقع در شرق شهرستان اردستان واقع شده است.

- شامل اتاق مرکزی؛ ایوان با دو ستون در برابر آن؛ اتاقهای کوچک واقع دراطراف اتاق مرکزی به‌صورت ساده ومفصل
- پلانها کشیده در امتداد بنا
- ایجاد چشم‌انداز وسیع توسط پنجره‌ها
- ایجاد زیرزمین با طرحهای زیبا و پوششهای ضربی آجری
- تعبیه حوضخانه
- رواج بادگیر برا ی خنک کردن فضا
- ایجاد سرستونها وستونها در ورودیها
- ایوانهای بلند
- ایجاد پلکان دو طرفه در محور اصلی بنا
- تبدیل سه دری به دو دری و وارد شدن نور مستقیماً به داخل بنا
- تنوع وسبکی وگشا یش فضاها بیشتر
- سقف شیب دار و شیروانی

- آمیزه ای از معماری ایرانی و اروپائی

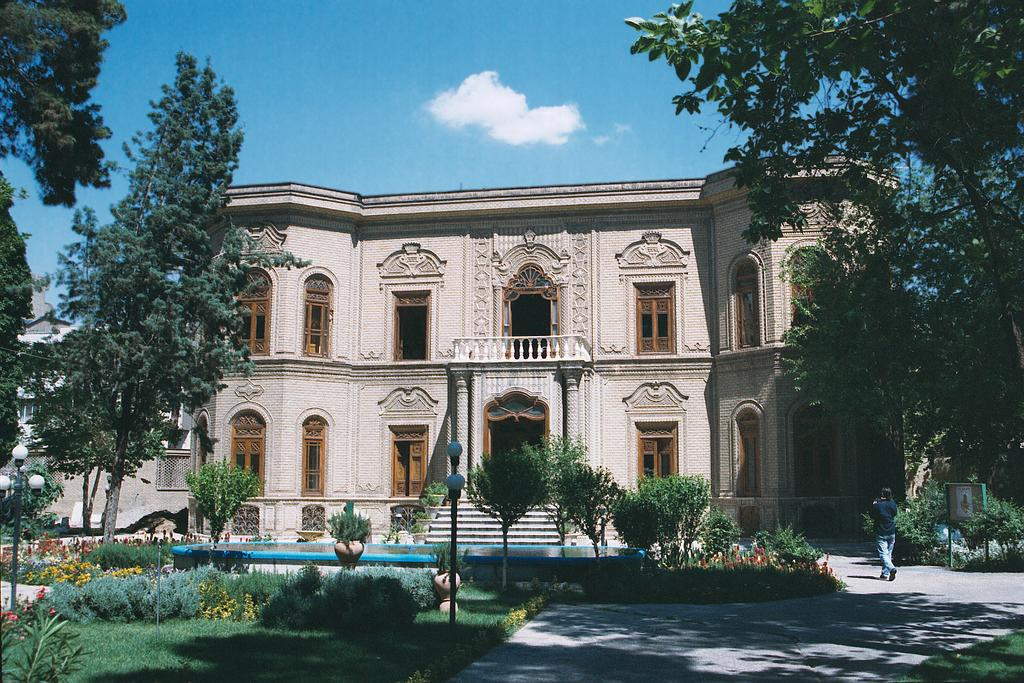
نمایی از موزه آبگینه تهران مربوط به دوره قاجار

## نمونه‌های موردی قاجاری
- کاخ گلستان
- مدرسه آقابزرگ
- مسجد و مدرسهٔ سپهسالار
- تکیه دولت
- دارالفنون
- بازار تهران
- بازار اراک
- نگارستان
- کاخ فرح‌آباد یا قصر فیروزه (دوشان تپه)
- مسجد سلطانی
- خانه طباطبایی در کاشان
- خانه بروجردی در کاشان
- خانه لاری‌ها در یزد
- خانه مقدم در تهران
- باغ فردوس و یاموزه سینما در تهران
- خانه مؤتمن الاطباء در تهران
- خانه دبیرالملک در محله امامزاده یحیی تهران
- خانه سردار اسعد بختیاری در تهران
- عمارت مسعودیه در تهران
- سرای روشن در تهران
- مجموعه سرهنگ آباد در اردستان
- خانه خداداد یا تماشاگه زمان در تهران
- خانه قوام الدوله معروف به وثوق در تهران
- تیمجه امین الدوله
- مسجد نصیرالملک در شیراز
- باغ فتح‌آباد در کرمان
- عمارت باغ ارم در شیراز
- خانه قدکی تبریز
- خانه گنجه‌ای زاده تبریز
- خانه امیر نظام گروسی تبریز (موزه قاجار)

## فهرست منابع
- ذکرگو، امیرحسین. سیر هنر در تاریخ ۲. انتشارات مدرسه. ۱۳۸۱
- بانی مسعود، امیر، ۱۳۸۸، «معماری معاصر ایران»، چاپ اول، تهران، نشرهنر معماری قرن